# Kritiskt machtal

En illustration av de chockvågor som uppstår vid flygning i transsoniska hastigheter.

Kritiskt machtal (MCR) är den högsta hastighet ett flygplan kan hålla utan att det uppstår regioner där luftströmmen uppnår överljudsfart. Luftströmmen runt ett flygande föremål är alltid något högre än föremålets fart genom luften eftersom luften inte kan passera rakt igenom föremålet utan måste flyta runt det. Så snart föremålet når en hastighet där luftströmmarna börjar nå överljudsfart bildas chockvågor som ökar luftmotståndet.
Flygplan som inte är designade för att flyga i transsoniska hastigheter kan råka ut för att rodren hamnar i vakuum bakom chockvågen och därmed blir okontrollerbara, något som ledde till ett antal svåra olyckor under 1930- och 1940-talen.